# SPYDER
SPYDER (Surface-to-air PYthon and DERby) je izraelský mobilní protiletadlový raketový systém krátkého až středního dosahu, vyvinutý společností Rafael Advanced Defense Systems ve spolupráci s Israel Aerospace Industries (IAI). Ve vztahu k programu SPYDER je Rafael hlavním dodavatelem a IAI hlavním subdodavatelem.
SPYDER je protiletadlový raketový systém schopný působit proti nízkoletícím cílům v podobě letounů, vrtulníků, bezpilotních prostředků a přesně naváděné munice. Zajišťuje protivzdušnou obranu stacionárních objektů i mobilních jednotek na bojišti. Systém může být instalován na podvozku nákladních automobilů Tatra, Mercedes-Benz Actros, MAN TGS, Scania nebo Dongfeng. Výzbroj představují protiletadlové řízené střely země-vzduch typu Python (konkrétně Python-5) a Derby, které jsou prakticky shodné se střelami vzduch-vzduch stejného typu.
SPYDER je nabízen ve dvou základních provedeních: SPYDER-SR (Short Range – krátký dosah) a SPYDER-MR (Medium Range – střední dosah). Oba systémy se vyznačují krátkou reakční dobou a schopností působit za každého počasí v rámci propojené informační sítě několika samohybných odpalovacích zařízení. Typická baterie sestává z ústředního místa velení a řízení, šesti odpalovacích zařízení a zásobovacího vozidla. SPYDER-SR využívá radar EL/M-2106 ATAR, zatímco v případě SPYDER-MR se jedná o typ EL/M-2084 MMR (který používá izraelská armáda v rámci systému Iron Dome).

## Uživatelé

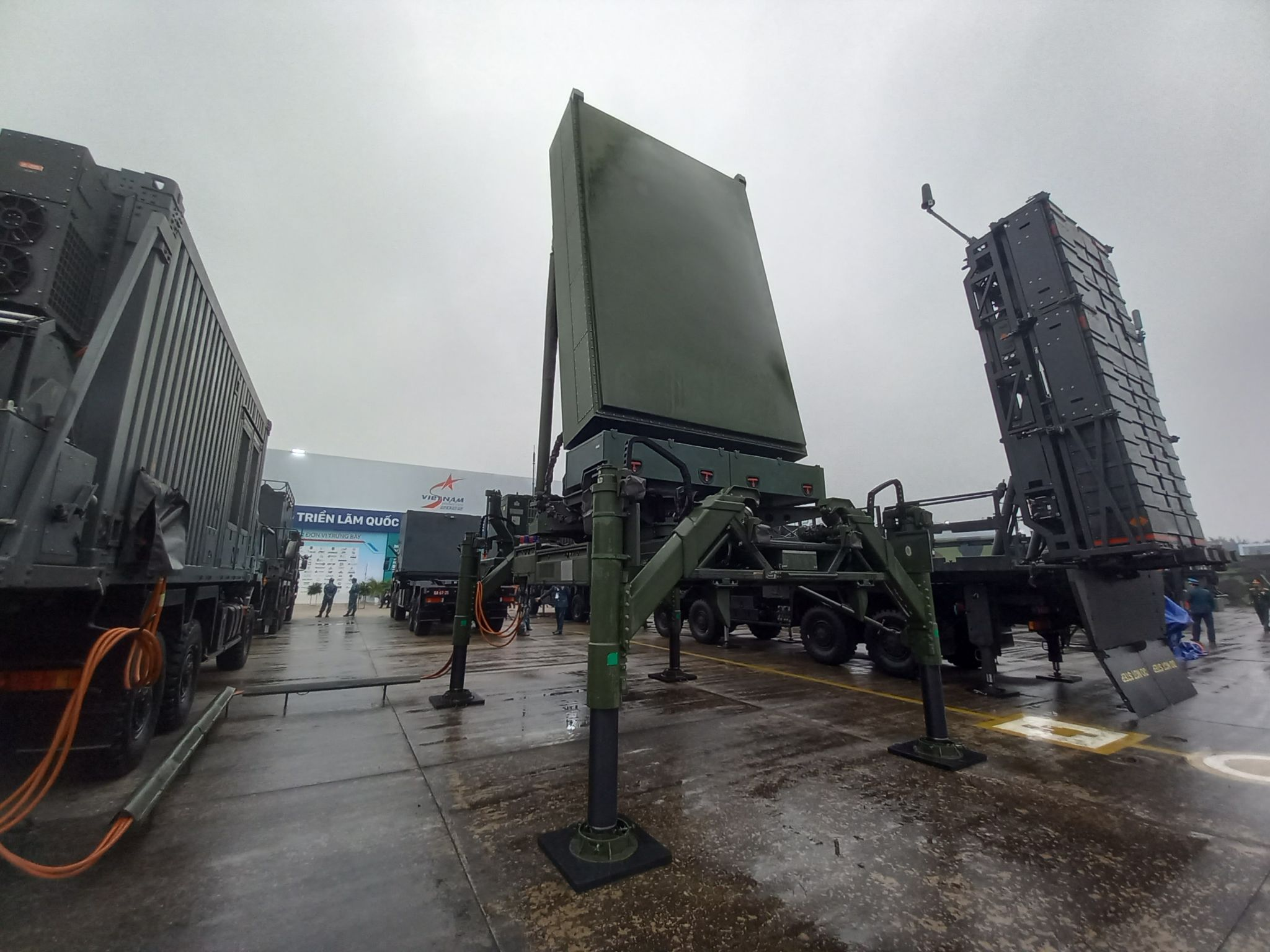
Multifunkční radar EL/M-2084 vietnamského systému SPYDER-MR

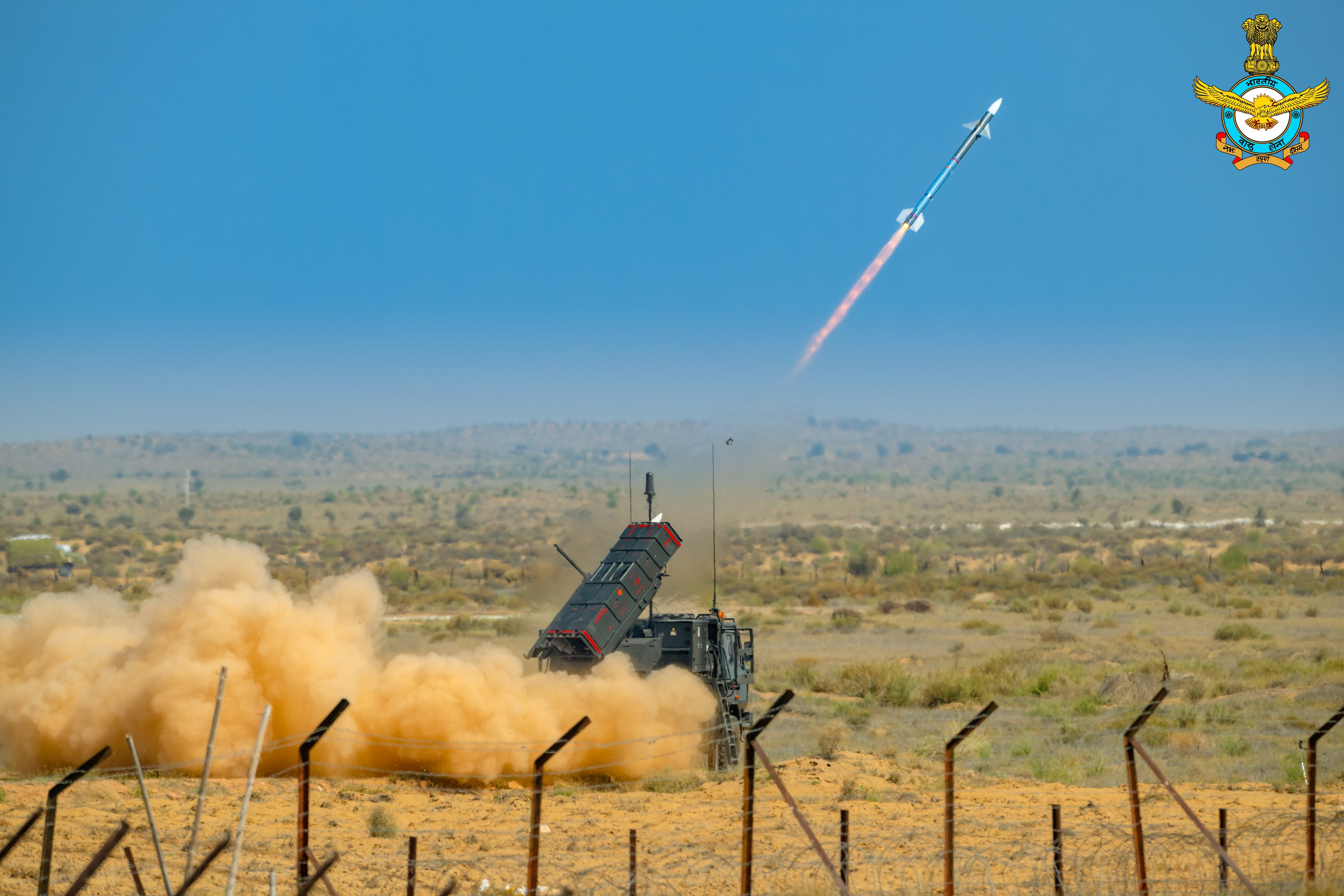
Vypuštění střely Derby ze systému SPYDER

### Současní
- Česko – AČR hodlá po roce 2025 16 kusy (4 baterie) nahradit staré systémy 2K12 Kub z éry Sovětského svazu.[1] Za výše zmíněných 16 systémů zaplatí MO ČR 13,7 mld. Kč oproti plánovaným 10 mld. Kč.[2] Údržba a servis vyjdou na dalších 23,5 mld. Kč.[3][4] Celkem jde o 4x prostředek velení a řízení palby („Command and Control Unit“); 4x 3D mobilní radiolokátor (MADR 2084 MMR – GBAD); 16x odpalovací zařízení; 4x nabíjecí přepravník; palebný průměr protiletadlových řízených střel krátkého a středního dosahu. Cena životního cyklu je stanovena na období 20 let.

- Etiopie – Systémy SPYDER-MR nainstalovány u Velké přehrady etiopského znovuzrození.[5]

- Filipíny – Filipínské letectvo zakoupilo 3 baterie SPYDER a střely Python-5 a Derby. Dodávky budou probíhat od roku 2021.[6]

- Indie – Indie zakoupila 18 kompletů ve verzi SPYDER-MR spolu s 750 střelami obou typů. K zahájení dodávek došlo v roce 2012.

- Peru – Roku 2015 zakoupeno 6 kompletů SPYDER-SR.[7]

- Singapur – V roce 2008 objednány 2 komplety SPYDER-SR. Dodány byly v letech 2011–2012.

- Vietnam – V roce 2015 bylo objednáno 6 kompletů. První byl dodán v červenci 2016.

### Budoucí
- Rumunsko – Systém vybrán v červenci 2025. Plánován nákup 41 odpalovacích vozidel. Při tvorbě vícevrstvé protivzdušné obrany je mají doplnit systémy Železná kopule a Patriot.[8]

### Potenciální
- Spojené arabské emiráty – Dne 23. září 2022 Izrael schválil možný prodej systémů SPYDER této zemi.[9]

## Specifikace

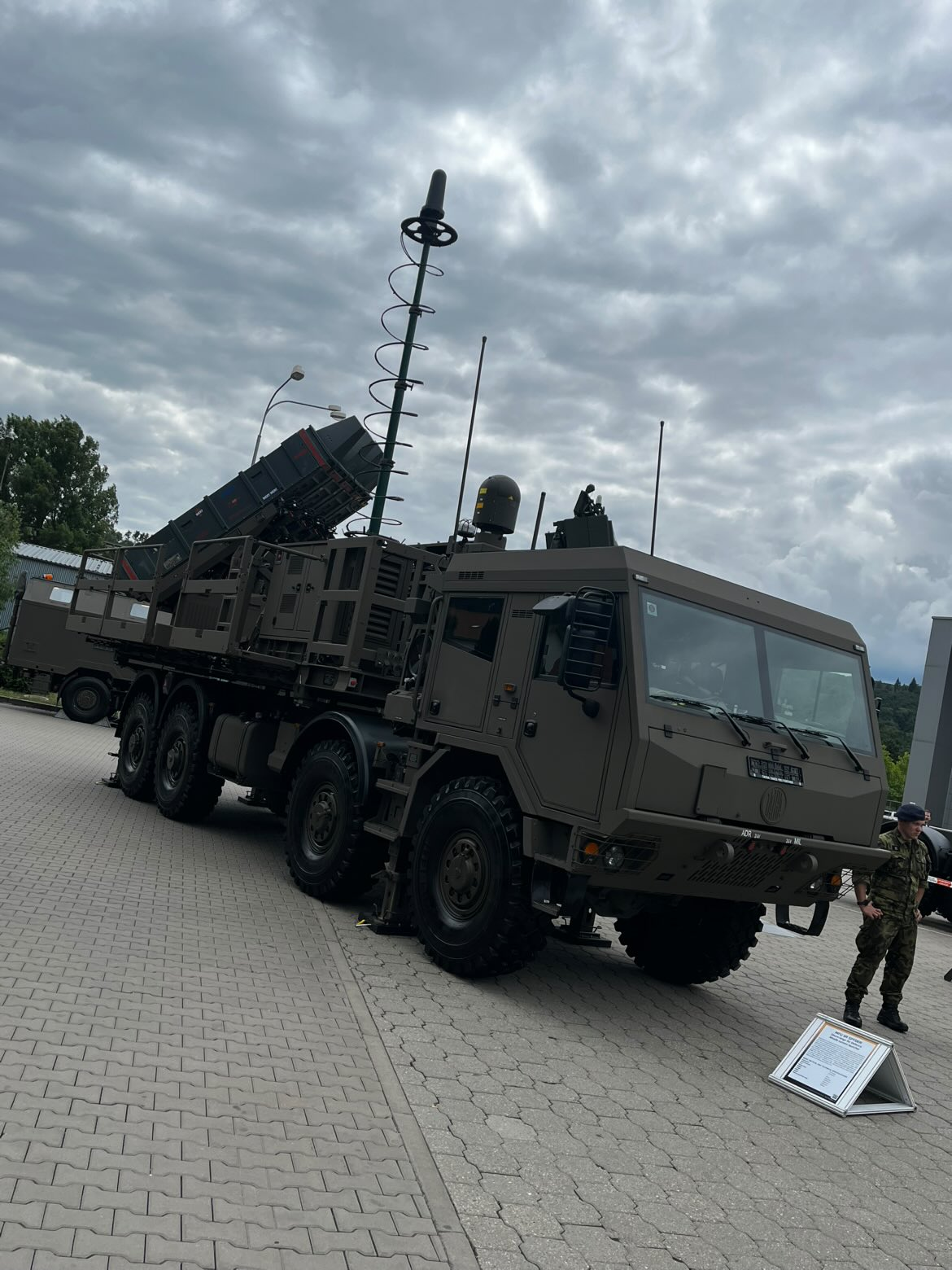
Odpalovací zařízení systému SPYDER Armády České republiky na veletrhu IDET 2025

### Python-5
- Hmotnost: 105 kg
- Délka: 3,1 m
- Průměr 0,16 m
- Rozpětí: 0,64 m
- Rychlost: 4 M
- Dosah: 20 km
- Dostup: 9 000 m

### Derby
- Hmotnost: 118 kg
- Délka: 3,62 m
- Průměr 0,16 m
- Rozpětí: 0,64 m
- Rychlost: 4 M
- Dosah: 50 km
- Dostup: 16 000 m